# HMS Benbow (1913)
HMS Benbow (1913) (Его Величества Корабль «Бенбоу») — британский Линкор типа «Айрон Дюк». Был третьим судном класса и третьим судном, которое названо в честь адмирала Джона Бенбоу.
«Бенбоу» был заложен  30 мая 1912 года на верфи Уильям Бирдмор и компания, в Глазго. Он был спущен на воду 12 ноября 1913 года и вступил в состав флота 7 октября 1914 года.
Во время Первой мировой войны «Бенбоу» входил в боевой состав Гранд Флита, базирующегося в Скапа-Флоу и возглавил одно из подразделений Флота в главном военно-морском сражении. «Бенбоу» провел остаток войны в английских водах, после окончания войны он был послан в Средиземноморье и затем в Чёрное море. «Бенбоу» принял участие в Гражданской войне в России. Он вел бомбардировку береговых позиций красных в поддержку Белой армии до её краха в 1920.
«Бенбоу» остался в составе Средиземноморского Флота до 1926, когда он вернулся в Атлантический Флот.
«Бенбоу» был списан в 1929, разоружен в соответствии с Лондонским военно-морским соглашением в 1930 и продан для разделки на металл в 1931.